# Marta Contreras Laporte
Marta Contreras Laporte fue una actriz y cantante chilena perteneciente a la Nueva Canción Chilena, principalmente activa durante la década de 1970, y que grabó con diversos artistas, tales como el Manguaré.
En 1972, Marta Contreras, con la colaboración de la recién formada agrupación cubana Grupo Manguaré que viajó ese año a Chile, lanzaron el álbum Música para Guillén que musicaliza varios poemas de Nicolás Guillén.

## Álbumes
- Marta Contreras canta Nicolás Guillén
- 1972 - Música para Guillén (con Manguaré)
- 1977 - canción para despertar a un negrito

### Colectivos
- 1978 - Desde Chile resistimos

### Colaboraciones
- 1972 - Manguaré (de Manguaré)